# András Kiss Nagy
András Kiss Nagy (* 22. März 1930 in Pusztaföldvár, Komitat Békés; † 30. Januar 1997 in Budapest) war ein ungarischer Bildhauer und Medailleur. Seine Signatur war KAI als Monogramm.

## Leben
Zwischen 1949 und 1957 studierte er am Repin-Institut für Malerei, Bildhauerei und Architektur in Leningrad und an der Ungarischen Akademie der Bildenden Künste in Budapest. Seine Ausbildung als Bildhauer und Medailleur schloss er mit dem Diplom der Bildenden Künste ab.
Kiss Nagy verstarb in Budapest 1997 und ist auf dem Farkasréti temető, Grabnummer 25-7-47/1 beerdigt. Die Grabplastik schuf Mária Lugossy (1950–2012).

## Wirken
Seit 1947 hat er zu allen wichtigen ungarischen Ausstellungen beigetragen und seine Medaillen waren regelmäßig Ausstellungsobjekte bei der FIDEM.

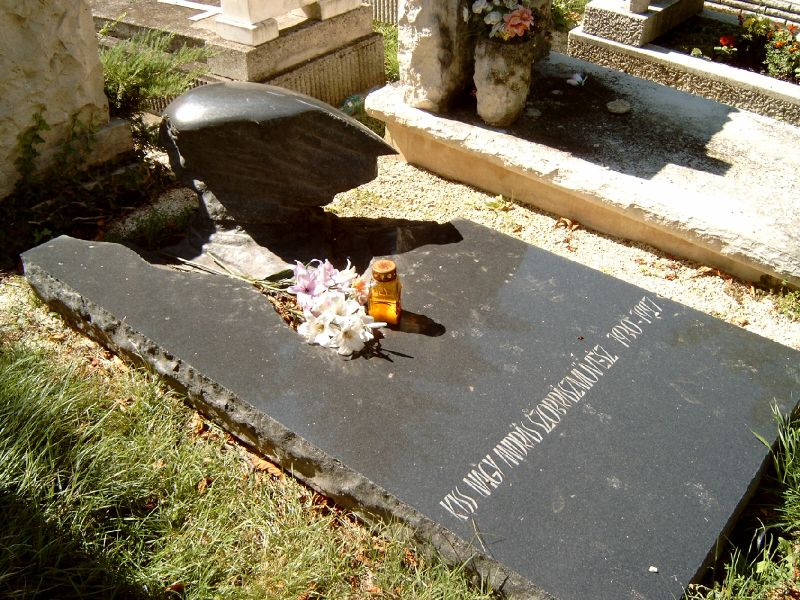
Grabmal auf dem Farkasréti temető in Budapest, gestaltet von Mária Lugossy

Er erhielt viele Kunstpreise und Auszeichnungen wie:
- 1965 Munkácsy-Preis
- 1968 Kleinplastik Biennale, Pécs, Hungary
- 1971 Erste Kleinplastik Biennale, Budapest
- 1972 Auszeichnung “Verdienter Künstler”, Volksrepublik Ungarn
- 1975 Kossuth-Preis
- 1975 Munkácsy-Preis
- 1975 FIDEM-Preis, Krakau, Polen
- 1980 Stadt-Budapest-Preis
- 1981 Gold-Medaille, 1. Internationaler Kongress der Kunstmedaille, Locarno, Schweiz.
- 1982 Auszeichnung “Verdienter Künstler”, Volksrepublik Ungarn
- 1987 Medaille der Biennale, Sopron, Ungarn
- 1988 Sommer Ausstellung, Szeged, Ungarn
- 1989 Bronze-Medaille, “Gesichter und Schicksale”, Hatvan, Ungarn
- 1989 Preis der Medaillen Biennale, Sopron, Ungarn

Kiss Nagys Arbeiten findet man weltweit in öffentlichen Ausstellungen und Museen.